# Ulrike Stürzbecher
Ulrike Stürzbecher (* 9. März 1965 in Berlin) ist eine deutsche Schauspielerin, Synchron- und Hörspielsprecherin. Einem breiten Publikum ist sie vor allem als deutsche Stimme von Kate Winslet, Jennifer Aniston, Ellen Pompeo, Patricia Arquette und Zoe McLellan und gelegentlich Sarah Paulson bekannt. Für ihre Synchronisation von Winslet als Rose DeWitt Bukater in Titanic erhielt sie 1998 die Ehrennadel der Goldenen Leinwand. 2010 wurde sie für ihre Interpretation der ebenfalls von Winslet gespielten Rolle der Hanna Schmitz in Der Vorleser in der Kategorie „herausragende weibliche Synchronarbeit“ mit dem Deutschen Preis für Synchron sowie dem Zuhörerpreis Die Silhouette ausgezeichnet.

## Leben und Wirken
Die Tochter eines Apothekers und einer Autorin wurde als jüngeres von zwei Kindern geboren. Ab 1978 erhielt sie Unterricht in Ballett und Jazz, ab 1981 in Gesang. Entdeckt wurde sie von der Mutter des Hörspielsprechers Oliver Rohrbeck, die in Berlin eine Kinderagentur leitete. Unter der Regie von Hartmut Griesmayr übernahm Stürzbecher im Alter von 17 Jahren ihre erste Filmrolle an der Seite von Brigitte Mira in Leben im Winter (1982).
Nach ihrem Abitur an der Wald-Oberschule im Jahr 1983 absolvierte sie bis 1985 eine private Schauspielausbildung bei Erika Dannhoff. Während dieser Zeit gehörte sie zum Ensemble der ZDF-Familienserie Eine Klasse für sich (1984), in der sie die Rolle der Melanie verkörperte. Von 1986 bis 1989 belegte Stürzbecher ein dreijähriges Studium in Schauspiel, Gesang und Tanz an der Hochschule der Künste Berlin.

### Theater
1986 war sie erstmals am Berliner Hebbeltheater in Maximilian Böttchers Krach im Hinterhaus zu sehen. Von 1991 bis 1993 agierte sie am Altstadttheater Spandau in klassischen Inszenierungen, darunter als Effi Briest in der Monologsammlung Ungehaltene Reden ungehaltener Frauen, als Claire in Jean Genets Die Zofen, als Madame De Sade in dem gleichnamigen Stück von Yukio Mishima und als Hermia in William Shakespeares Komödie Ein Sommernachtstraum unter der Regie von Nikolaus Timm.
Im Friedrichstadtpalast war sie von 1992 bis 1993 in der Hauptrolle der Karoline Teil der Kinder-Revue Wohin mit dem Gespenst, 1994 trat sie neben Inge Meysel und Brigitte Grothum in Jean Bochards Drei-Frauen-Stück Teures Glück in der Komödie am Kurfürstendamm auf.

### Synchronisation (Auswahl)
Nach mehreren Gast- und Nebenrollen in der Synchronisation von Filmen und Serien übernahm Stürzbecher ihre erste große Synchronrolle als deutsche Stimme von Patricia Arquette in True Romance (1993), die sie seitdem wiederkehrend spricht.
Seit Café Blue Eyes – Schlafloses Verlangen (1996) wird Stürzbecher zudem regelmäßig auf Jennifer Aniston besetzt, seit Sinn und Sinnlichkeit (1995) bis auf einzelne Ausnahmen auch auf Kate Winslet, darunter in Titanic (1997), Zeiten des Aufruhrs (2007) und Steve Jobs (2015).
Serienhauptrollen übernahm sie unter anderem für Katherine Heigl als Isabel „Izzy“ Evans in der Fernsehserie Roswell (1999–2002), Bénédicte Delmas als Laure Olivier in St. Tropez (1999), Ellen Pompeo als Dr. Meredith Grey in Grey’s Anatomy (seit 2006) und Station 19 (2018, 2020), Vanessa Marcil als Samantha Marquez in Las Vegas (2006), Leisha Hailey als Alice Pieszecki in The L Word – Wenn Frauen Frauen lieben (2006), Patricia Arquette als Allison DuBois in Medium – Nichts bleibt verborgen (2006–2011), Paget Brewster als Emily Prentiss in Criminal Minds (2007–2012, 2016–2020, seit 2023), Gabrielle Anwar als Fiona Glenanne in Burn Notice (seit 2009), Sarah Rafferty als Donna Roberta Paulsen in Suits (2011–2019) und Erika Christensen als Julia Braverman-Graham in Parenthood (2010–2015).
Seit 2011 spricht sie verschiedene Rollen in der amerikanischen Fernsehserie American Horror Story, eine davon ist die Rolle der Lana Winters, gespielt von Sarah Paulson in der zweiten Staffel Asylum. Sie ist außerdem die Synchronsprecherin von Laura Leighton als Ashley Marin in der Mystery-Serie Pretty Little Liars. In der Netflix-Animationsserie BoJack Horseman spricht sie seit 2014 Diane Nguyen. Des Weiteren spricht sie in der Serie Sanjay & Craig die Figur Darlene Patel.
2016 lieh sie ihre deutsche Stimme der britischen Schauspielerin Anna Wilson-Jones als Lady Emma Portman in der großen Historienserie Victoria.
Außerdem war sie 2003 als deutsche Synchronstimme für Farah in dem Computerspiel Prince of Persia: The Sands of Time und 2013 als deutsche Synchronstimme der Königin im Animationsfilm Justin – Völlig verrittert! tätig.
Seit 2014 ist sie die Stationvoice beim Fernsehsender Sixx.

### Hörspiele (Auswahl)
Parallel zu ihrer Tätigkeit im Synchronatelier wirkt Ulrike Stürzbecher an der Vertonung von Hörspielen mit, darunter als Mia Bergmann in Oliver Rohrbecks Hörspiel-Soap … und nebenbei Liebe (seit 2007), als Mutter in Die Playmos (seit 2007), als Königin Konstanzia in der Neuauflage von Hui Buh (seit 2008) und als Barbara Bunner in der Hörspielserie Team Undercover (2009).
Gastrollen übernahm sie unter anderem in Gabriel Burns, Jack Slaughter, Psycho Cop und Rettungskreuzer Ikarus. Einen weiteren Gastauftritt hatte sie in der Folge 158 und der Feuergeist aus der Serie Die drei ???. In Oliver Dörings 2008 Star-Wars-Hörspiel Dark Lord (nach James Lucenos Roman Dunkler Lord: Der Aufstieg des Darth Vader) lieh Stürzbecher der Figur Breha Organa (Frau von Bail Organa) ihre Stimme.
Seit September 2014 spricht sie die Rolle der Karla Kolumna in den Kinderhörspielserien Benjamin Blümchen, ab Folge 127 und Bibi Blocksberg ab Folge 121, nachdem die bisherige Sprecherin der Rolle Gisela Fritsch am 3. Juli 2013 verstorben war.
Von 2015 bis 2017 wirkte sie u. a. neben Ozan Ünal, David Nathan und Nana Spier am Lübbe Audio & Audible Hörspiel Monster 1983 mit (als Priscilla Grey).
In der Death Note Hörspielserie (Lübbe Audio) sprach Stürzbecher Halle Lidner.

### Musik
Seit 1989 ist Ulrike Stürzbecher Mitglied der Swing-Formation Die Heck-Mecks, die unter der Mitwirkung von Adam Benzwi gegründet wurde. Ihr Repertoire umfasst eigene Arrangements im Satzgesang deutscher sowie ins Deutsche übertragener Swing-Jazzklassiker. Das Trio trat unter der Regie von Max Raabe in der Revue Hollywood Music Hall im Tipi am Kanzleramt auf, darüber hinaus absolviert es wiederkehrend Gastauftritte an wechselnden Veranstaltungsorten, darunter in der Bar jeder Vernunft.
Ulrike Stürzbecher lebt in Berlin.

## Filmografie
- 1982: Leben im Winter
- 1982: Zeltlager
- 1984: Eine Klasse für sich
- 1985: Alles aus Liebe
- 1987: Die Wilsheimer
- 1987: Hilferufe
- 1988: Lorentz und Söhne
- 1991: Ein Fall für Zwei – Episode „Eiskalt“
- 1991: Becoming Colette
- 1992: Das Auge Gottes

## Synchronrollen (Auswahl)
Kate Winslet
- 1997: Titanic als Rose DeWitt Bukater
- 2006: Liebe braucht keine Ferien als Iris
- 2011: Der Gott des Gemetzels als Nancy Cowan
- 2013: Labor Day als Adele Wheeler
- 2020: Black Beauty als Black Beauty

Jennifer Aniston
- seit 2019: The Morning Show als Alex Levy
- 2023: Murder Mystery 2 als Audrey Spitz

### Filme/Serien
- 1996: Operation: Broken Arrow als Terry Carmichael (Samantha Mathis)
- 1997: Alle unter einem Dach als Allison (Sanaa Lathan)
- 2000: Das Geheimnis als Marie (Anne Coesens)
- 2001–2009: Immer wieder Jim als Dana in (Kimberly Williams-Paisley)
- 2002: Dawson’s Creek als Gretchen Witter (Sasha Alexander)
- Seit 2005: Grey’s Anatomy als Meredith Grey (Ellen Pompeo)
- 2006–2009: Men in Trees als Marin Frist (Anne Heche)
- 2007: Claymore – Schwert der Rache als Ophelia (Emi Shinohara)
- 2007–2012, 2016–2020, seit 2023: Criminal Minds als Emily Prentiss (Paget Brewster)
- 2008 WALL·E – Der Letzte räumt die Erde auf als Stimme des Bordcomputers (Sigourney Weaver)
- 2011: Die 12 Weihnachts-Dates als Kate Stanton (Amy Smart)
- 2011–2019: Suits als Donna Paulsen (Sarah Rafferty)
- 2011–2020: American Horror Story als Billie Dean Howard, Lana Winters, Cordelia Goode, Bette und Dot Tattler, Sally McKenna, Audrey Tindall, Ally Mayfair-Richards, Wilhemina Venable, TB Karen (Sarah Paulson)
- 2014–2020: BoJack Horseman als Diane Nguyen (Alison Brie)
- 2017: Ninjago als Kommandant Machia (Kathleen Barr)
- 2020: Verrückt nach Figaro als Moderator (Kern Falconer)

### Videospiele
- 2003: Prince of Persia: The Sands of Time
- 2003: Wendy: Rettung für Sternchen
- 2006: Darkstar One
- 2006: Darkstar One: Collector’s Edition
- 2008: Sunrise: The Game
- 2011: Assassin’s Creed: Revelations
- 2012: Assassin’s Creed: Revelations – The Lost Archive
- 2012: Far Cry 3
- 2013: Assassin’s Creed IV: Black Flag
- 2013: Ryse: Son of Rome
- 2014: Ryse: Son of Rome – Legendary Edition
- 2014: Sev Zero
- 2015: Assassin’s Creed Syndicate
- 2017: For Honor
- 2017: Injustice 2
- 2018: LEGO DC Super-Villains
- 2018: Two Point Hospital
- 2019: Tom Clancy’s Ghost Recon Breakpoint
- 2019: Tom Clancy’s The Division 2
- 2020: Assassin’s Creed Valhalla
- 2021: Life Is Strange: True Colors
- 2021: New World
- 2022: Two Point Campus

## Auszeichnungen
- 1998 Goldene Leinwand Ehrennadel für die Synchronisation von Kate Winslet in Titanic
- 2010 Deutscher Preis für Synchron in der Kategorie „herausragende weibliche Synchronarbeit“ als Stimme von Kate Winslet in Der Vorleser
- 2010 Die Silhouette in der Kategorie „Synchronschauspielerin Film“ als Stimme von Kate Winslet in Der Vorleser